# Firsov (cráter)

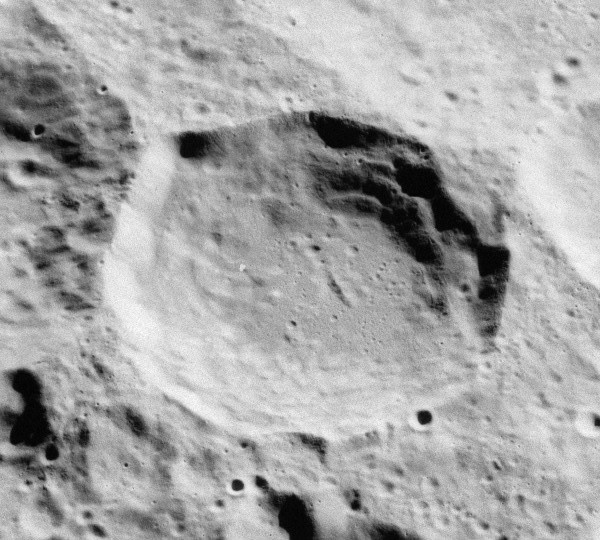
Fotografía de la misión Apolo 16

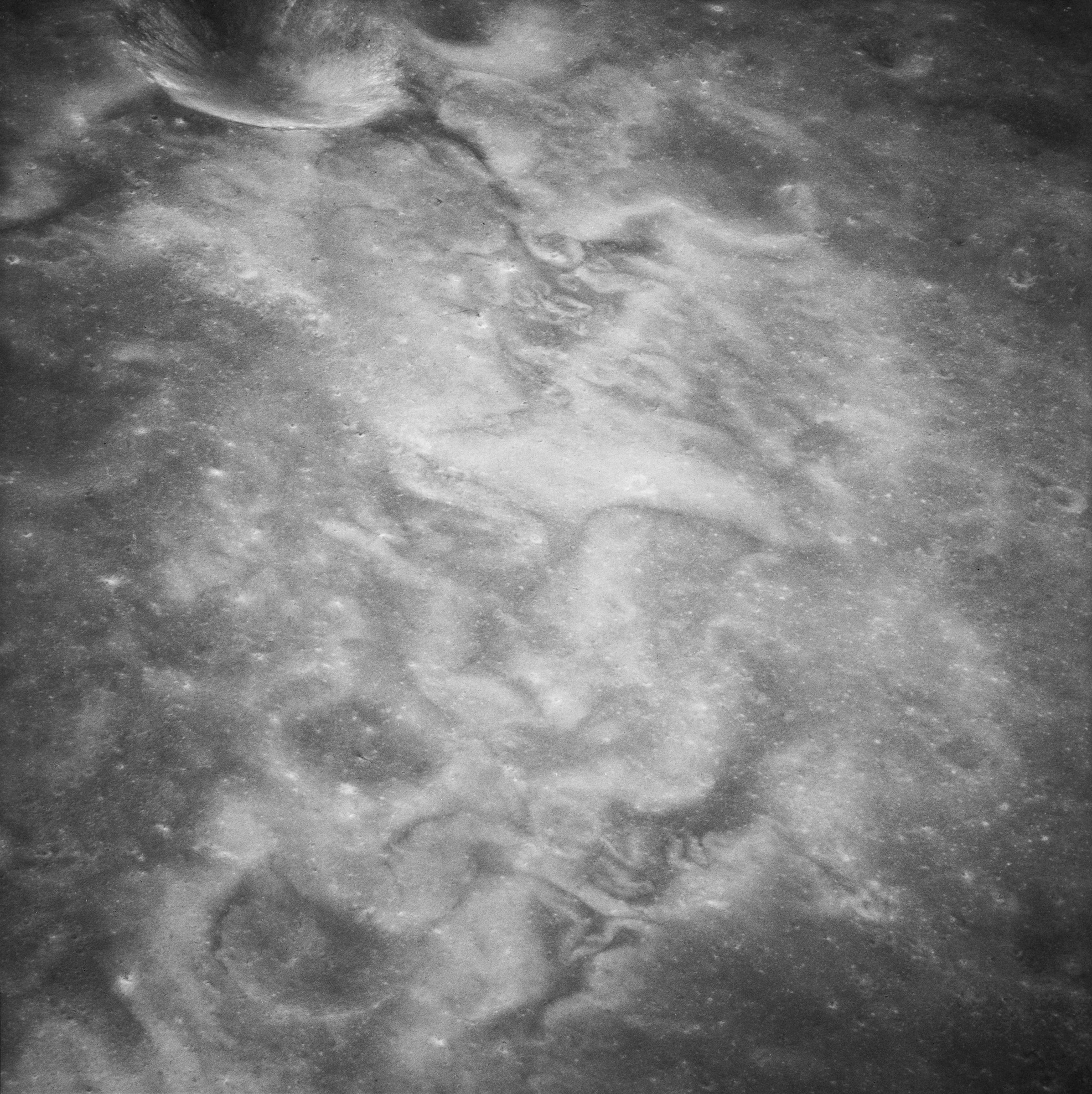
Remolinos lunares al este de Firsov, con marcas de distinto albedo.

Firsov es un cráter de impacto situado en la cara oculta de la Luna, al sur del cráter Lobachevski y al noroeste de Abul Wáfa. El brocal circular de este cráter tiene una pequeña curva hacia afuera a lo largo de su lado sur, con protuberancias más pequeñas a lo largo del lado occidental. Las paredes interiores se han hundido para formar taludes a lo largo de la base. El piso interior (de bajo albedo) está casi a nivel y carece de rasgos singulares.
|  |

Justo al este de Firsov, dentro de un cráter sin nombre con el fondo plano se localizan los patrones de un remolino inusual de alto albedo, análogo al remolino Reiner Gamma en el Mare Marginis.

## Cráteres satélite
Por convención, estas características son identificadas en mapas lunares poniendo la letra en el lado del punto medio del cráter que está más cerca de Firsov.
|        | \| Firsov \| Coordenadas \| Diámetro \| \| ------ \| ---------------------------- \| -------- \| \| K \| 3°06′N 113°00′E / 3.1, 113.0 \| 58 km \| \| P \| 2°54′N 111°06′E / 2.9, 111.1 \| 15 km \| \| Q \| 2°18′N 110°00′E / 2.3, 110.0 \| 25 km \| \| S \| 3°36′N 109°48′E / 3.6, 109.8 \| 96 km \| \| T \| 4°06′N 108°36′E / 4.1, 108.6 \| 26 km \| \| V \| 5°06′N 110°42′E / 5.1, 110.7 \| 44 km \| |          |
| Firsov | Coordenadas | Diámetro |
| K      | 3°06′N 113°00′E / 3.1, 113.0 | 58 km    |
| P      | 2°54′N 111°06′E / 2.9, 111.1 | 15 km    |
| Q      | 2°18′N 110°00′E / 2.3, 110.0 | 25 km    |
| S      | 3°36′N 109°48′E / 3.6, 109.8 | 96 km    |
| T      | 4°06′N 108°36′E / 4.1, 108.6 | 26 km    |
| V      | 5°06′N 110°42′E / 5.1, 110.7 | 44 km    |

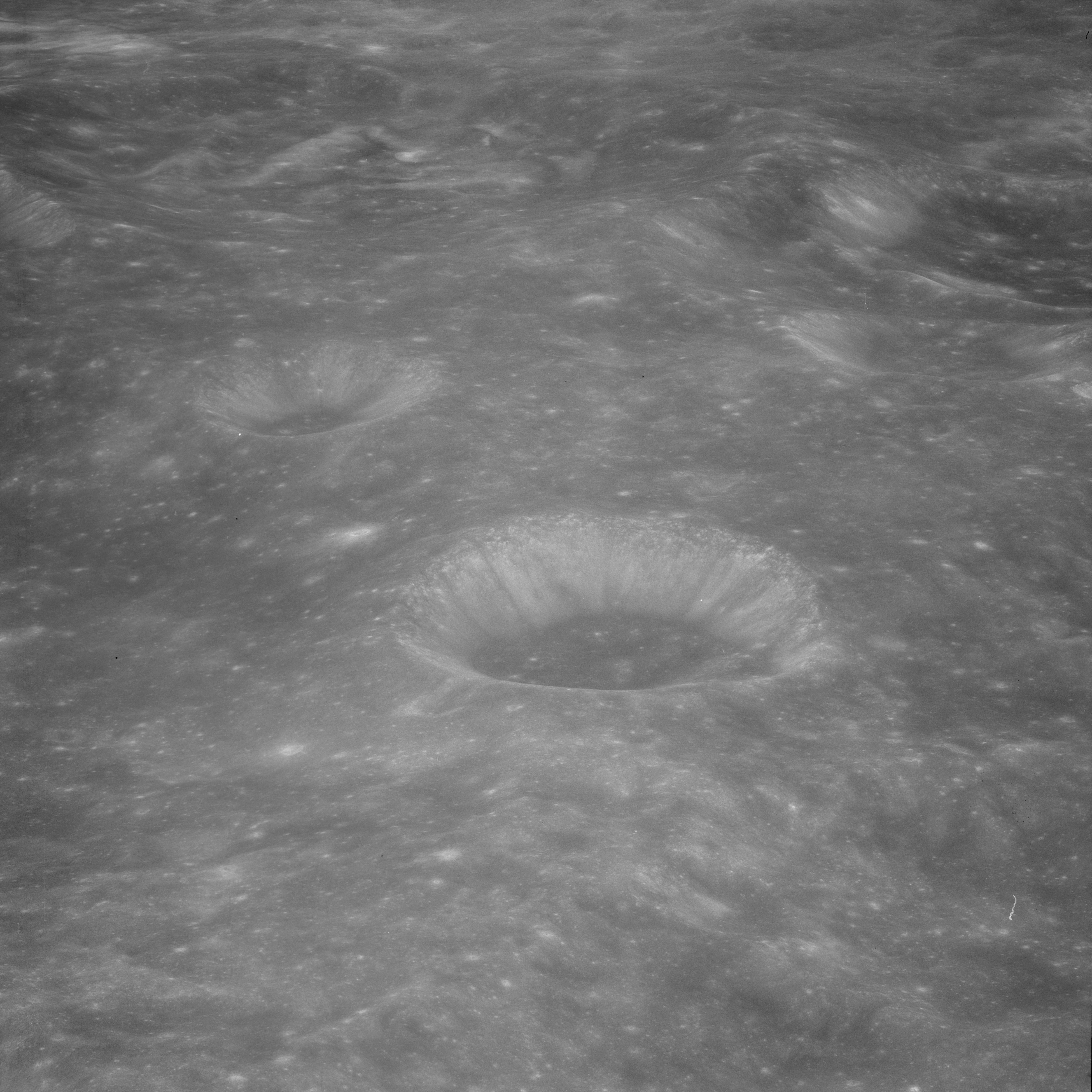
Cráter Firsov Q. Fotografía de la misión Apolo 11